# Kanton Riaillé
Der Kanton Riaillé war bis 2015 ein französischer Wahlkreis im Arrondissement Ancenis, im Département Loire-Atlantique und in der Region Pays de la Loire; sein Hauptort war Riaillé.

## Gemeinden
Der Kanton Riaillé umfasste die Wahlberechtigten aus fünf Gemeinden:
| Gemeinde        | Bretonisch     | Einwohner (2012) | Fläche (km²) | Code postal | Code Insee |
| --------------- | -------------- | ---------------- | ------------ | ----------- | ---------- |
| Joué-sur-Erdre  | Yaoued         | 2275             | 54,53        | 44440       | 44077      |
| Pannecé         | Panezeg        | 1357             | 30,59        | 44440       | 44118      |
| Riaillé         | Rialeg         | 2201             | 50,02        | 44440       | 44144      |
| Teillé          | Tilhieg        | 1764             | 28,55        | 44440       | 44202      |
| Trans-sur-Erdre | Treant-an-Erzh | 1014             | 22,56        | 44440       | 44207      |
| Kanton          |                | 8611             | 186,25       | –           | 4433       |